# Broken Bay
Broken Bay – duża zatoka, która jest częścią Oceanu Spokojnego, położona około 50 km na północ od miasta Sydney w Nowej Południowej Walii w Australii.
Zatoka została odkryta i nazwana przez Jamesa Cooka w 1770 roku.